# Boarmia hyposticta
Boarmia hyposticta är en fjärilsart som beskrevs av Eugen Wehrli 1925. Boarmia hyposticta ingår i släktet Boarmia och familjen mätare. Inga underarter finns listade i Catalogue of Life.